# 쓰루세촌
쓰루세촌(鶴瀬村)은 사이타마현 이루마군에 설치되었던 촌이다. 현재의 후지미시에 해당한다.